# Campeonato Mundial Masculino de Curling de 1959
A Scotch Cup de 1959 foi a primeira edição do Campeonato Mundial Masculino de Curling. Disputado nas cidades de Falkirk e Edimburgo, na Escócia, o torneio teve cinco confrontos entre a equipe anfitriã e o Canadá.

## Equipes
| Escócia | Canadá |
| --- | --- |
| Airth Bruce Castle Dunsmore CC, Falkirk Capitão: Willie Young Terceiro: John Pearson Segundo: Jimmy Scott Primeiro: Bobby Young | Civil Service CC, Regina, Saskatchewan Capitão: Ernie Richardson Terceiro: Arnold Richardson Segundo: Garnet Richardson Primeiro: Wes Richardson |

## Resultados
| Jogo 1 | Jogo 1 | Jogo 1  |
| ------ | ------ | ------- |
| Canadá | 9 - 2  | Escócia |
| Jogo 2 |        |         |
| Canadá | 15 - 9 | Escócia |
| Jogo 3 |        |         |
| Canadá | 8 - 7  | Escócia |
| Jogo 4 |        |         |
| Canadá | 11 - 9 | Escócia |
| Jogo 5 |        |         |
| Canadá | 12 - 6 | Escócia |